# 嘉義市立南興國民中學
嘉義市立南興國民中學），簡稱南興國中、南中，位於台灣嘉義市東區的國民中學，嘉義縣城城南地帶。地址為嘉義市東區芳草里宣信街182號。

## 南興校史
- 1968年(民國57年)年6月興建第一棟教室大樓完工，以嘉義縣立南興國民中學為名，省派首任校長朱世光先生於8月1日視事，招收新生14班。[1]
- 1969年(民國58年)8月省調楊水生先生接任校長，續招新生10班，全校共24班。
- 1970年年8月再招新生11班，全校共35班。同月第二棟教室大樓次第完成，並建校門、圍牆、工藝及理化教室各乙間。因建校門、圍牆、工藝及理化教室各乙間，本校建設始初具規模。
- 1974年9月，增建前棟大樓之底樓作為教務、訓導辦公室及理化教室。
- 1982年(民國71年)7月1日嘉義市改制，本校改名嘉義市立南興國民中學。
- 2012年完成校舍改建。
- 2013年完成探索體驗校區。
- 2023年底，南興國中總共有665位學生以及77位教師，相當於1 : 8.6 的師生比。
- 2024年6月17日，嘉義市政府辦理113學年度公立國民中小學第一次校長遴選會議，柯博議校長連任。[2]

## 歷任校長
- 第一任：朱世光(民國57年6月1日-58年7月31日)
- 第二任：楊水生(民國58年8月1日-63年8月31日)
- 第三任：張英偉(民國63年9月1日-71年2月28日)
- 第四任：吳清松(民國71年3月1日-79年2月28日)
- 第五任：呂明星(民國79年3月1日-86年1月31日)
- 第六任：蔡國榮(民國86年2月1日-88年1月31日)
- 第七任：翟永麗(民國88年2月1日-92年7月31日)
- 第八任：陳俊吉(民國92年8月1日-96年7月31日)
- 第九任：陳建州(民國96年8月1日-100年7月31日)
- 第十任：陳建州(民國100年8月1日-102年7月31日)
- 第十一任：張瑛儒(民國102年8月1日-106年7月31日)
- 第十二任：張瑛儒(民國106年8月1日-109年7月31日)
- 第十三任：柯博議(民國109年8月1日-113年7月31日)
- 第十四任：柯博議(民國113年8月1日-)

## 教學環境
- 班數：現有普通班級21班、管樂班6班、資源班3班、數理資優班3班、教師74人、職員12人、工友2人。
- 設施：圖書室一間、運動場一座、八十九年五月體育(道生)館興建完成。
- 校地：現有本校校地3.125公頃，探索體驗校區7.49公頃。
- 學區：嘉義市東區宣信里、興南里、新開里、芳草里、芳安里、頂寮里、安寮里、長竹里6鄰、鹿寮里6-8鄰、朝陽里1鄰（朝陽街以南）及2-11鄰、蘭潭里1-12鄰、短竹里、興仁里—南興與大業共同學區。